# Конрад II фон Дортмунд
Конрад II фон Дортмунд (на немски: Konrad II, Graf von Dortmund; † 1253) е граф на графството Дортмунд около имперския град Дортмунд. В документи той е споменат от 1219 до 1249 г.
Той е син на граф Конрад I фон Дортмунд († сл. 1225), Брат е на Херборд фон Дортмунд († 1291) и незаконен полубрат на Франко.
Половината от графството Дортмунд е продадено през 1343 г. на град Дортмунд. След смъртта на последният граф Йохан Щеке († 1504) остатъкът от графството отива през 1504 г. също на Дортмунд. Под господството на Дортмунд графството съществува до края на Свещената Римска империя през 1806 г.

## Фамилия
Конрад II фон Дортмунд се жени за Гизелтрудис фон Ардей († сл. 1241) и има с нея децата:
- Кунигунда фон Дортмунд-Линдхорст († сл. 1304), омъжена 1237 г./ пр. 1286 г. за Дитрих I фон Фолмещайн-Бракел (* пр. 1237; † 8 юли-16 декември 1313), вдовец на Елизабет фон Бракел († 1285/1286), син на Хайнрих III фон Фолмещайн, Маршал († сл. 1250) и графиня София фон Алтена-Изенберг († сл. 1292), дъщеря на граф Фридрих II фон Алтена-Изенбург († 1226) и принцеса София фон Лимбург († 1226/1227)
- Херборд фон Дортмунд († сл. 1297), граф (споменат 1253 – 1295), женен сл. 1274 г. за Аделхайд фон Хьорде († сл. 1289), дъщеря на Албрехт фон Хьорде († сл. 1265) и фон Фолмещайн, която е сестра на Дитрих I фон Фолмещайн-Бракел
- Франко фон Дортмунд († сл. 1269)
- Херман фон Дортмунд-Линдхорст († сл. 1321), има син и дъщеря
- дъщеря фон Дортмунд, омъжена за фон Кьонигсберг

Конрад II фон Дортмунд има и незаконен син Конрад.